# Амір Таваколіян
Амір Таваколіян (перс. میر توکلیان; нар. 7 вересня 1971, Мешхед, остан Хорасан-Резаві) — іранський борець вільного стилю, срібний призер чемпіонату світу, дворазовий чемпіон та бронзовий призер чемпіонатів Азії, чемпіон Азійських ігор, срібний та бронзовий призер Кубків світу, учасник Олімпійських ігор.

## Життєпис
Боротьбою почав займатися з 1989 року. 
Виступав за спортивний клуб залізничників, Мешхед.

## Спортивні результати на міжнародних змаганнях

### Виступи на Олімпіадах
| Змагання                    | Збірна | Вагова категорія          | Місце |
| --------------------------- | ------ | ------------------------- | ----- |
| Літні Олімпійські ігри 2000 | Іран   | вільна боротьба, до 69 кг | 10    |

### Виступи на Чемпіонатах світу
| Змагання                        | Збірна | Вагова категорія          | Місце  |
| ------------------------------- | ------ | ------------------------- | ------ |
| Чемпіонат світу з боротьби 1997 | Іран   | вільна боротьба, до 76 кг | 11     |
| Чемпіонат світу з боротьби 1999 | Іран   | вільна боротьба, до 69 кг | 13     |
| Чемпіонат світу з боротьби 2001 | Іран   | вільна боротьба, до 69 кг | Срібло |

### Виступи на Чемпіонатах Азії
| Змагання                       | Збірна | Вагова категорія          | Місце  |
| ------------------------------ | ------ | ------------------------- | ------ |
| Чемпіонат Азії з боротьби 1995 | Іран   | вільна боротьба, до 68 кг | Золото |
| Чемпіонат Азії з боротьби 1996 | Іран   | вільна боротьба, до 68 кг | Бронза |
| Чемпіонат Азії з боротьби 2001 | Іран   | вільна боротьба, до 69 кг | Золото |

### Виступи на Азійських іграх
| Змагання           | Збірна | Вагова категорія          | Місце  |
| ------------------ | ------ | ------------------------- | ------ |
| Азійські ігри 1998 | Іран   | вільна боротьба, до 69 кг | Золото |

### Виступи на Кубках світу
| Змагання                    | Збірна | Вагова категорія          | Місце  |
| --------------------------- | ------ | ------------------------- | ------ |
| Кубок світу з боротьби 1996 | Іран   | вільна боротьба, до 68 кг | Срібло |
| Кубок світу з боротьби 1999 | Іран   | вільна боротьба, до 69 кг | Бронза |

### Виступи на інших змаганнях
| Змагання                                                     | Збірна | Вагова категорія                 | Місце  |
| ------------------------------------------------------------ | ------ | -------------------------------- | ------ |
| Чемпіонат світу з боротьби серед студентів 1998              | Іран   | вільна боротьба, до 69 кг        | Золото |
| Олімпійський кваліфікаційний турнір з боротьби 2000 (Мінськ) | Іран   | вільна боротьба, до 69 кг        | 7      |
| Олімпійський кваліфікаційний турнір з боротьби 2000 (Токіо)  | Іран   | вільна боротьба, до 69 кг        | Золото |
| Кубок Ядегара Імама 2006                                     | Іран   | греко-римська боротьба, до 55 кг | 7      |

### Виступи на змаганнях молодших вікових груп
| Змагання                                     | Збірна | Вагова категорія          | Місце |
| -------------------------------------------- | ------ | ------------------------- | ----- |
| Чемпіонат світу з боротьби серед молоді 1991 | Іран   | вільна боротьба, до 62 кг | 4     |